# Soyen
Soyen è un comune tedesco di 2 609 abitanti, situato nel land della Baviera.